# Ігбіра
Ігбі́ра (ебіра, егбурра, котокорі, квотто) — народ мовної підгрупи ква у центрі Ніґерії.

## Територія проживання, чисельність і субеноси
Люди ігбіра (ебіра) проживають на північний схід злиття річок Нігер і Бенуе в міжріччі Гуара і Оква; частина населяють місто Окене (штат Когі) та його околиці (ця територія традиційно вважається осереддям етнічних земель егбіра). Адміністративно егбіра землі охоплють території нігерійських штатів Когі, Квара, Насарава і Едо.
Чисельність егбіра становить бл. 1,4 млн чоловік
Основні субетнічні групи ігбіра: панда (квотто), егу (ігу), окене (хіма)

## Мова і релігія
Мова егбіра — набура належить до мовної підгрупи ква нігеро-конголезької групи конго-кордофанської мовної родини.
Основні діалекти — ігбіра-хіма, ігбіра-ігу, ігбіра-панда, ігбіра-леле (квотто).
Серед ігбіра мусульмани-суніти, християни-католики, прибічники афро-христиняських і традиційних культів.

## Відомості з історії і соціальної організації
Етногенетичні легенди виводять походження ігбіра з культового осередку народу ігала міста Іда.
У сер. XVIII ст. егбіра створили низку вождівств (Панда, Котон, Каріфі), які наприкінці XIX ст. були захоплені войовничими фулані (фульбе).
В результаті реформ адмінустрою Нігерії (1980-90 рр.) було отворено штат Когі, в якому люди ігбіра становлять значну частку.
Основа суспільства ігбіра — 5 патрилінійних родів. Родина — велика.
В ігбіра зберігаються рештки вікових класів і таємних чоловічих спілок.

## Господарство
Основні заняття ігбіра — ручне землеробство (ямс, маніок, просо, рис, кукурудза, бобові, арахіс, олійна пальма, бавовник), скотарство (дрібна худоба), мисливство, рибальство.
Ремесла — ковальство, ткацтво, гончарство, плетіння (циновки, мати).

## Культура
Живуть в округлих хатинах-мазанках з конічними дахами.
Основу раціону складають різноманітні каші, варені і печені коренеплоди, приправлені пальмовою олією і гострими спеціями, риба тощо.
Традиційні вірування представлені культом предків, анімістичними віруваннями. Верховне божество — Хінеґба, бог дощів і сонячного світла.

## Факти
- У ігбіра практикується скарифікація обличчя і тіла.
- Жерці культу Хінеґби вважалися заклинателями дощу, чаклунами і знахарями.